# Max Engammare
Max Engammare (Parigi, 26 febbraio 1953) è uno storico e teologo svizzero.

## Biografia
Laureato in teologia presso le Università di Losanna e Ginevra (1992), dove insegna presso l'Istituto per la Storia della Riforma, è socio straniero della Accademia reale di scienze, lettere e belle arti del Belgio. Dirige dal 1995 la Librairie Droz. Studioso del Rinascimento e della Riforma, ha curato numerose edizioni critiche e commentate delle opere di Calvino.

## Opere principali
- Qu'il me baise des baisiers de sa bouche: le Cantique des cantiques a la Renaissance, Genève, Droz, 1993
- L'ordre du temps: l'invention de la ponctualité au XVI siècle,	Genève, Droz, 2004; tradotto in inglese (New York, Cambridge University Press, 2010) e in italiano (Torino, Claudiana, 2015)
- Calendrier des bergers, Paris, Presses universitaires de France, 2008
- Soixante-trois. la peur de la grande année climactérique à la Renaissance, Genève, Droz, 2013
- Precher au XVI siecle: la forme du sermon réformé en Suisse (1520-1550), Genève, Labor et fides, 2018
- La fabrique Calvin: l'ultime Institutio christianae religionis et trois autres livres corrigés par Jean Calvin et ses secrétaires (1556-1563), Genève, Droz, 2021